# Monte Gibilmesi
Il Monte Gibilmesi (1.156 m) è un rilievo montuoso dei Monti di Palermo, situato tra i comuni di Monreale, Montelepre e Carini in Sicilia. È il rilievo più alto dei Monti di Palermo.

## Geografia
Alto 1.156 m sul livello del mare, è il rilievo più elevato dei Monti di Palermo. Sulla sua cima è ubicata una torre di controllo incendi gestita dal Corpo Forestale. Lungo il suo pendio sono presenti estese pinete che arrivano a strapiombo fin sopra i comuni di Pioppo e San Martino delle Scale, frazioni di Monreale. Nelle giornate limpide è possibile scorgere la catena delle Madonie a sud est e le isole Eolie a Nord, in rare occasioni si può osservare anche il vulcano Etna alto (3.350 m). 